# Walter Bandeira da Costa
Walter Bandeira da Costa (Luanda, 25 marzo 1973) è un ex cestista e allenatore di pallacanestro angolano.

## Carriera
Con l'Angola ha disputato i Giochi olimpici di Atene 2004, i Campionati mondiali del 2002 e due edizioni dei Campionati africani (2001, 2003).